# Époque classique étrusque
L'époque classique  est l'une des périodes historiques de la civilisation étrusque située entre 470 et 350 av. J.-C. environ. 
Elle fait suite à la période archaïque et précède la période hellénistique.
Au Ve siècle av. J.-C. les Étrusques connaissent de graves crises politiques et militaires, et leur art en subit les conséquences. La production artistique diminue, à l'exception des bronzes de Vulci.

## Histoire
- Étrusques et Carthaginois contre les Grecs à Cumes
- Rome détruit Véies
- Les Gaulois attaquent Rome

## Arts
Importation de produits grecs (céramique à figures rouges).
- Imitation de la céramique grecque
- Grands bronzes (Cista Ficoroni)

Art funéraire :
- Sarcophage,
- Urnes en marbre et en albâtre
- Céramique à vernis noir,
- Vases du groupe Clusium

Monuments :
- Tomba della Scimmia, Tomba del Vescovo (?)